# Dacryopinax
Dacryopinax — рід грибів родини Dacrymycetaceae. Назва вперше опублікована 1948 року.

## Практичне використання
Dacryopinax spathularia їстівний. У китайській культурі його називають guìhuā'ěr (桂花耳; буквально «вухо османтуса», маючи на увазі його зовнішню схожість з цією квіткою). Його іноді включають у вегетаріанську страву під назвою «насолода Будди». 

## Класифікація
До роду Dacryopinax відносять 22 видів:
- Dacryopinax aurantiaca
- Dacryopinax crenata
- Dacryopinax dennisii
- Dacryopinax elegans
- Dacryopinax felloi
- Dacryopinax fissus
- Dacryopinax foliacea
- Dacryopinax formosus
- Dacryopinax imazekiana
- Dacryopinax indacocheae
- Dacryopinax lowyi
- Dacryopinax macrospora
- Dacryopinax martinii
- Dacryopinax maxidorii
- Dacryopinax parmastoensis
- Dacryopinax petaliformis
- Dacryopinax primogenitus
- Dacryopinax spathularia
- Dacryopinax sphenocarpa
- Dacryopinax taibaishanensis
- Dacryopinax xizangensis
- Dacryopinax yungensis